# Гомологічна сфера
Гомологічна сфера — n-вимірний  многовид X з гомологіями як у n-вимірної сфери. Тобто
H0(X,Z) = Z = Hn(X,Z), і
Hi(X,Z) = {0} за всіх інших i.

## Приклади
- Сфера Пуанкаре
- Сфери Бріскорна Σ(p, q, r), тобто перетин малої 5-вимірної сфери з розв'язком рівняння xp + yq + zr = 0 в {\displaystyle \mathbb {C} ^{3}} за взаємно простих p, q і r. Вони є гомологічними сферами. При цьому Σ(1, 1, 1) гомеоморфне стандартній сфері, а Σ(2, 3, 5) сфері Пуанкаре. Якщо {\displaystyle 1/p+1/q+1/r\leq 1}, то універсальне накриття Σ(p, q, r) гомеоморфне евклідовому простору,

## Властивості
- Гомологічна сфера зв'язна.
- Фундаментальна група {\displaystyle \Gamma } гомологічної сфери збігається зі своїм комутатором.
- Нехай {\displaystyle n\geqslant 5}. Група {\displaystyle \Gamma } є групою якоїсь n-вимірної гомологічної сфери тоді й лише тоді, коли[1]:
  1. {\displaystyle \Gamma } скінченно задана;
  2. {\displaystyle H_{1}(\Gamma )=0};
  3. {\displaystyle H_{2}(\Gamma )=0}.
- Група {\displaystyle \Gamma } є групою якоїсь 4-вимірної гомологічної сфери, якщо
  1. {\displaystyle \Gamma } задана рівним числом твірних і співвідношень, і
  2. {\displaystyle H_{1}(\Gamma )=0}.

  - Невідомо, чи істинне зворотне.
- Зв'язна сума двох гомологічних сфер — це гомологічна сфера.
- Згідно з узагальненою гіпотезою Пуанкаре, однозв'язна гомологічна сфера гомеоморфна стандартній сфері.

## Варіації та узагальнення
- Раціонально гомологічна сфера визначається аналогічно, але з використанням гомологій з раціональними коефіцієнтами.